# 大網白里スマートインターチェンジ
大網白里スマートインターチェンジ（おおあみしらさとスマートインターチェンジ）は、千葉県大網白里市小中にある、首都圏中央連絡自動車道（圏央道）のスマートインターチェンジ。

## 概要
本線直結型（トランペット型）で建設され、利用可能車種はETC搭載の全車種で24時間運用。上下線ともに出入可となっている。

## 歴史
- 2013年（平成25年）6月11日 : 国土交通省より連結許可が下りる[3]。
- 2018年（平成30年）6月14日 : IC名称が「大網白里スマートIC」で正式決定[4]。
- 2019年（平成31年）3月24日 : 供用開始[5]。

## 周辺
- 法蓮寺
- 矢口神社
- 小中池
- 大網駅（JR東日本 外房線・東金線）

## 接続する道路
- C4首都圏中央連絡自動車道(101-1番)
- 大網白里市道01-032号線

## 隣
C4 首都圏中央連絡自動車道
(100)東金JCT/(101)東金IC - (101-1)大網白里SIC - (102)茂原北IC